# Разумов, Василий Иванович
Василий Иванович Разумов (25 января (7) февраля 1892 год, Кострома — 21 сентября 1973. Горький) — русский и советский театральный актёр, народный артист РСФСР (1956).

## Биография
Василий Иванович Разумов родился 25 января (7) февраля 1892 года в Костроме, учился в приходской школе, затем в химико-техническом училище. Творческую деятельность начал в Костроме в 1910 году как актёр-любитель. В 1914 году был призван в армию и участвовал в Первой мировой войне. После Октябрьской революции служил в РККА.
С 1923 года работал в Театре студийных постановок в Костроме под руководством А. Д. Попова, затем в театрах Самары, Казани и Ярославля.
В 1932 году был приглашён Н. И. Собольщиковым-Самариным в Нижний Новгород. С 1932 по 1968 годы играл в Горьковском драматическом театре им. М. Горького (ныне Нижегородский Академический театра Драмы им. М. Горького). Наибольшим успехом пользовался в комедиях А. Н. Островского и пьесах М. Горького. Одна из лучших ролей — фельдмаршал Кутузов в одноимённой пьесе.
Вёл большую общественную работу, в течение 15 лет был депутатом Горьковского областного Совета депутатов трудящихся.
Умер 21 сентября 1973 года в Горьком, похоронен на Бугровском кладбище (8 квартал).

## Награды и премии
- Заслуженный артист РСФСР (27.10.1942).
- Орден Трудового Красного Знамени (18.01.1949)[1].
- Народный артист РСФСР (25.10.1956).

## Работы в театре
- «Поздняя любовь» А. Н. Островского — Маргаритов
- «Дядя Ваня» А. П. Чехова — Телегин
- «Чайка» А. П. Чехова — Сорин
- «Дачники» М. Горького — Двоеточие
- «Русские люди» К. М. Симонова — Глоба
- «Мужество» Г. Берёзко — Рябинин
- «Фельдмаршал Кутузов» В. Соловьёва — Кутузов
- «Персональное дело» А. П. Штейна — Дядя Федя
- «Горе от ума» А. С. Грибоедова — Фамусов
- «Свадьба Кречинского» А. В. Сухово-Кобылина — Муромский
- «Ревизор» Н. В. Гоголя — Осип
- «На всякого мудреца довольно простоты» А. Н. Островского — Мамаев
- «Светит, да не греет» А. Н. Островского — Худобаев
- «Фальшивая монета» М. Горького — Кемской, судебный следователь[2]
- «Егор Булычов и другие» М. Горького — поп Павлин